# الإمبراطورة جينغو
الإمبراطورة جينغو (باليابانية: 神功天皇 جينغو تينو) كانت الإمبراطورة الخامسة عشر في اليابان حسب قائمة أباطرة اليابان. جينغو هي عبارة عن حاكمة أسطورية حكمت بعد موت زوجها في عام 209 حتى استلم ابنها الإمبراطور أوجين في 269.

## اقرأ أيضا
- إمبراطور اليابان
- قائمة أباطرة اليابان